# Glaselefant
Als Glaselefant wird das Wahrzeichen der Stadt Hamm bezeichnet. Das ehemalige Gebäude für Kohlewäsche der Zeche Maximilian wurde 1984 im Rahmen der Landesgartenschau vom Künstler und Architekten Horst Rellecke zu einer begehbaren Plastik umfunktioniert.

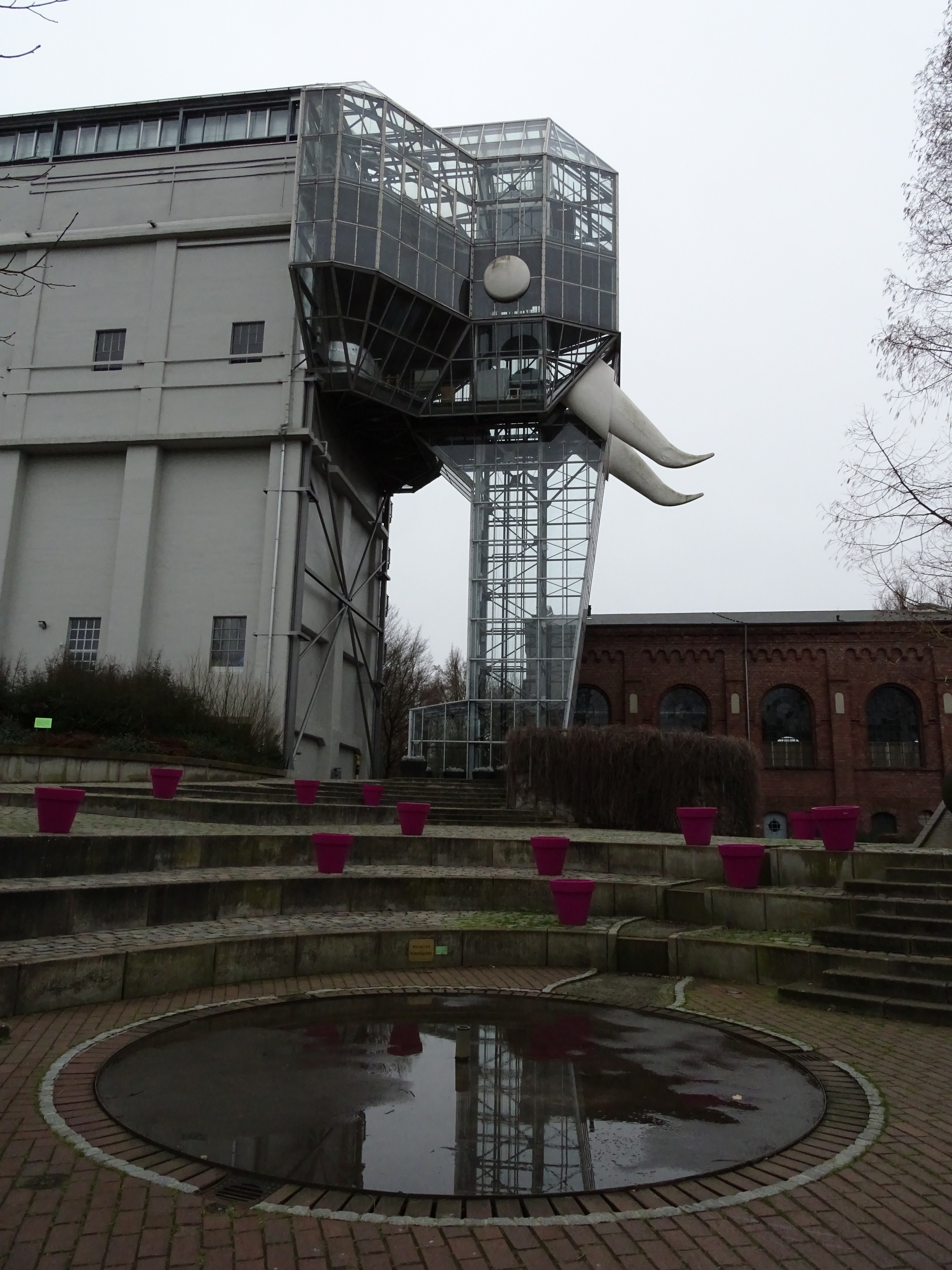
Seitenansicht Glaselefant

Im „Kopf“ des ca. 35 m hohen Glaselefanten findet sich ein Palmengarten, in dem als Dauerausstellung zehn kinetische Objekte von Horst Rellecke zu sehen sind. Der Aufzug zum Palmengarten befindet sich im gläsernen Rüssel des Elefanten, an der „Rückseite“ führt eine Treppe nach unten. In 29 m Höhe  kann man das Panorama des Maximilianparks, der Stadt Hamm und des Umlands genießen.
Für den NRW-Tag 2009, der in Hamm stattfand, wurde der Glaselefant großzügig saniert und mit einer modernen LED-Beleuchtung ausgestattet, mit der ein Wechsel zwischen den Farben Weiß, Blau, Grün, Gelb und Rot möglich gemacht wurde. Seither wechselt der Glaselefant in regelmäßigen Abständen seine Farbe. Während der Aktion „Herbstleuchten“ in den nordrhein-westfälischen Herbstferien wird der Gläserne Elefant zum Objekt einer Licht-Show, bei der die LED-Leuchten zeitweise im Takt der Begleitmusik an- und ausgehen sowie ihre Farbe wechseln.

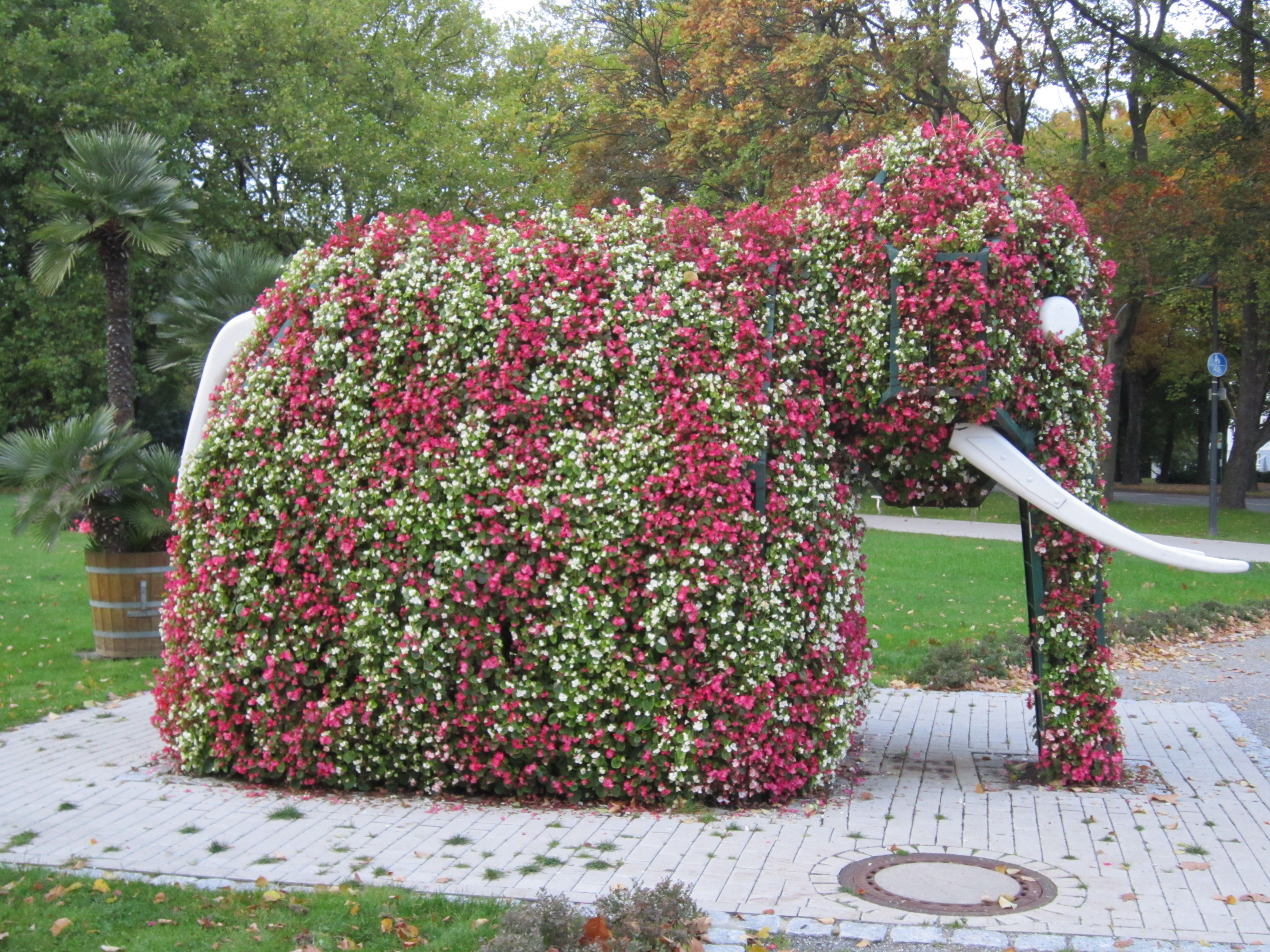
Mit Blumen bepflanzte Elefanten-Skulptur im Kurpark Bad Hamm

Über die gesamte Stadt Hamm sind Nachbildungen des Glaselefanten in Form von Plastikskulpturen verteilt. Im Kurpark steht eine mit Blumen bepflanzte Elefanten-Skulptur.
Passend zum 40-jährigen Bestehen des Maxiparks erschien im September 2024 ein Krimi mit dem Titel "Maxipark" (kbv Verlag) von der geb. Hammer Autorin Sabine Gronover, in dem es um einen mysteriösen Mordfall im Park geht. Das Cover zeigt den Glaselefanten von vorne, geschickt aufgenommen, so dass er beinahe bedrohlich wirkt.